# United-Airlines-Flug 2860
Auf dem inländischen Linienfrachtflug United-Airlines-Flug 2860 (Flugnummer: UA2860, Funkrufzeichen UNITED 2860) von San Francisco nach Chicago über Salt Lake City verunglückte am 18. Dezember 1977 eine Douglas DC-8F-54 „Jet Trader“ der United Airlines, als die Piloten die Maschine kurz vor der geplanten Zwischenlandung in Salt Lake City während des Fliegens von Warteschleifen gegen einen Berg flogen. Bei dem Unfall kamen alle drei Insassen der Maschine ums Leben.

## Flugzeug
Bei der verunglückten Maschine handelte es sich um eine Douglas DC-8F-54 „Jet Trader“, die zum Zeitpunkt des Unfalls elf Jahre und viereinhalb Monate alt war. Das Roll-Out der Maschine erfolgte am 1. August 1966, die DC-8 trug die Werknummer 45880 und es handelte sich um die 275. Maschine dieses Typs aus laufender Produktion. Die Erstauslieferung dieser werksmäßig als Frachtmaschine konfigurierten DC-8 an die United Air Lines (seit 1974: United Airlines) erfolgte am 9. September 1966, die Maschine wurde dort mit dem Luftfahrzeugkennzeichen N8047U und der Flottennummer 2047 in Betrieb genommen. Das vierstrahlige Langstrecken-Schmalrumpfflugzeug war mit vier Turbojettriebwerken des Typs Pratt & Whitney JT3D-3B ausgerüstet. Bis zum Zeitpunkt des Unfalls hatte die Maschine eine Gesamtbetriebsleistung von 29.832 Betriebsstunden absolviert.

## Besatzung
An Bord der Maschine befand sich lediglich eine dreiköpfige Besatzung, bestehend aus Flugkapitän, Erstem Offizier und Zweitem Offizier:
- Der 49-jährige Flugkapitän John R. Fender wurde am 10. Dezember 1954 durch die United Air Lines eingestellt. Er war im Besitz von Musterberechtigungen für die Flugzeugtypen Convair CV-240, Convair CV-340, Convair CV-440, Douglas DC-6, Douglas DC-7, Douglas DC-8, SIAI-Marchetti S.210 und Boeing 737. Seit dem 27. Juni 1967 hatte Fender die Position des Flugkapitäns inne, zum Führen der Douglas DC-8 hatte er sich am 4. April 1973 qualifiziert. Er verfügte über 14.954 Stunden Flugerfahrung, von denen er 4.148 Stunden im Cockpit der Douglas DC-8 absolviert hatte.
- Der 46-jährige Erste Offizier Phillip E. Modesitt gehörte seit dem 13. Juni 1966 der United Air Lines an. Er verfügte auch über eine Musterberechtigung für die Boeing 727. Für die Douglas DC-8 qualifizierte sich Modesitt am 5. April 1977. Er verfügte über 9.905 Stunden Flugerfahrung, davon hatte er 366 Stunden mit der Douglas DC-8 absolviert.
- Der 34-jährige Zweite Offizier Steve H. Simpson hatte sein Arbeitsverhältnis mit der United Air Lines am 7. April 1969 begonnen. Er besaß eine Qualifikation zum Flugingenieur sowie eine Berechtigung zum Fliegen von Maschinen der Marke Learjet. Für die Douglas DC-8 hatte sich Simpson am 5. März 1977 qualifiziert. Er verfügte über 5.692 Stunden Flugerfahrung, von denen er 419 in Maschinen des Typs Douglas DC-8 erworben hatte.

## Flugplan
Mit der Maschine wurde ein inländischer Linienfrachtflug im Auftrag des United States Postal Service geflogen, die Fracht bestand aus Briefen und Paketen. Es handelte sich um einen Nachtflug, er begann noch am Samstag, den 17. Dezember 1977 am San Francisco International Airport. Der erste Flugabschnitt sollte zum Salt Lake City International Airport führen, von wo aus nach einem Be- und Entladevorgang der zweite und letzte Flugabschnitt zum O’Hare International Airport bei Chicago geflogen werden sollte.

## Unfallhergang
Die Maschine startete am 17. Dezember 1977 um 23:17 Uhr Ortszeit in Los Angeles. Der in Salt Lake City durchzuführende Zwischenstopp wurde nicht regelmäßig angeflogen und war erst wenige Stunden zuvor dem Flugplan hinzugefügt worden. Als sich die Maschine nach weniger als einer Stunde Flugzeit um 01:11 Uhr im Anflug auf Salt Lake City befand, meldete die Besatzung der Flugsicherung, dass sie ein elektrisches Problem habe, und bat um die Freigabe zum Fliegen von Warteschleifen, um sich in dieser Zeit mit der Wartungsabteilung der United Airlines in Verbindung setzen zu können. Die Freigabe wurde erteilt und die Maschine begann Warteschleifen zu fliegen. Während der folgenden siebeneinhalb Minuten war die Funkverbindung zwischen der Maschine und der Flugsicherung unterbrochen, da die Piloten sich in dieser Zeit auf einer anderen Funkfrequenz mit der Wartungsabteilung unterhielten. Die Piloten flogen dabei, ohne sich dessen bewusst zu sein, in ein gebirgiges Gebiet ein. Der diensthabende Fluglotse bemerkte die missliche Lage der Maschine, konnte die Piloten, die für die Kommunikation mit dem Techniker eine andere Funkfrequenz eingestellt hatten, jedoch nicht rechtzeitig warnen. Die Piloten kontaktierten die Technikabteilung und berichteten, dass sie ein elektrisches Problem hätten und dass die Kontrolllampen für die Fahrwerkposition kein „ausgefahren“ anzeigten. Nachdem sie das Problem mit den Technikern diskutiert und beschlossen hatten, die Flugsicherung zu kontaktieren, damit diese für eine Notlandung der Maschine eine entsprechende Notfallausrüstung bereitstellt, nahmen sie wieder Kontakt mit der Flugsicherung in Salt Lake City auf.
Als die Piloten nach siebeneinhalb Minuten wieder Kontakt mit der Flugsicherung aufnahmen, teilte ihnen der Fluglotse mit, dass sie sich zur rechten Seite zu nahe an einem Berghang befänden, und wies sie an, unverzüglich eine Linkskurve zu fliegen. Als die Besatzung nicht auf seine Anweisung reagierte, wiederholte er diese. Diesmal leiteten die Piloten die Linkskurve ein. Weitere 15 Sekunden später gab der Fluglotse den Piloten die Anweisung, auf 8.000 Fuß zu steigen. Die Piloten bestätigten, dass sie einen Steigflug von 6.000 Fuß auf 8.000 Fuß durchführen. Um 01:38 Uhr und nur elf Sekunden später zerschellte die Maschine an einer 2.336 Meter hohen Bergflanke. Der Aufprall erfolgte in einer Höhe von 2.195 Metern.

## Zeugenberichte
Das Polizeirevier in Farmington, Utah berichtete von einer Explosion und anschließendem Grollen im Boden. Der Dispatcher rief am Flughafen an und fragte, ob ein Flugzeug vermisst werde, was zunächst verneint wurde.
Zeugen in Kaysville und Fruit Heights sahen vor dem Aufprall ein tieffliegendes Flugzeug und kurz danach im Osten ein orangefarbenes Leuchten, das drei bis vier Sekunden andauerte. Alle Zeugen berichteten von Regen in der Gegend, und einige berichteten, dass es stark regnete.

## Bergungsaktion
Das Polizeirevier von Farmington entsandte ein Rettungsteam, das die Leichen und Trümmer fand. Das Rettungsteam berichtete, dass kein vorgefundenes Teil des Flugzeugs größer als eine Aktentasche war. Auf der Titelseite der Lokalzeitung war als größtes Trümmerteil dagegen das Leitwerk der Maschine zu erkennen. Die Aufprallstelle war noch Jahre nach dem Unfall deutlich am Berghang zu erkennen.

## Ursache
Das National Transportation Safety Board, welches die Unfalluntersuchung führte, gelangte zu dem Schluss, dass die Erteilung einer unvollständigen und mehrdeutigen Freigabe zum Flug von Warteschleifen durch den Fluglotsen und deren Annahme durch die Flugbesatzung ursächlich gewesen waren. Die Handlungen beider Seiten waren durch gewohnheitsmäßig schlampige Kommunikationsverfahren gekennzeichnet. Der Flugbesatzung wurde eine Nichteinhaltung der festgelegten Vorschriften für das Fliegen unter Bedingungen, unter denen eine eingeschränkte Kommunikation mit der Flugsicherung gegeben ist, zur Last gelegt. Ferner habe sie die festgelegten Verfahren beim Flug von Warteschleifen nicht befolgt. Die elektrischen Probleme des Flugzeugs, die mit dem Ausfall des elektrischen Kreislaufes Nr. 1 zusammenhingen, wurden als beitragender Faktor genannt. Was den Ausfall verursacht hatte, konnte nicht ermittelt werden.
Darüber hinaus wurde festgestellt, dass der Cockpit Voice Recorder der Maschine nicht funktioniert hatte, sodass die Unfalluntersuchung keine Faktoren im Cockpit identifizieren konnte.